# Israël au Concours Eurovision de la chanson 1975
Israël a participé au Concours Eurovision de la chanson 1975 le 22 mars à Stockholm, en Suède. C'est la troisième participation d'Israël au Concours Eurovision de la chanson.
Le pays est représenté par le chanteur Shlomo Artzi et la chanson At va'ani, sélectionnés en interne par la l'Autorité de radiodiffusion d'Israël.

## Sélection interne
Le radiodiffuseur israélien, l'Autorité de radiodiffusion d'Israël (IBA, Israel Broadcasting Authority ou רָשׁוּת השׁידוּר, Rashùt ha-shidúr), choisit en interne l'artiste et la chanson représentant Israël au Concours Eurovision de la chanson 1975.
| Ordre | Artiste      | Chanson   | Langue |
| ----- | ------------ | --------- | ------ |
| 1     | Shlomo Artzi | At va'ani | Hébreu |

Lors de cette sélection, c'est la chanson At va'ani, écrite par Ehud Manor, et composée et interprétée par Shlomo Artzi, qui fut choisie. Le chef d'orchestre sélectionné est Eldad Shrim.

## À l'Eurovision

### Points attribués par Israël
| 12 points | Pays-Bas    |
| 10 points | Royaume-Uni |
| 8 points  | Finlande    |
| 7 points  | France      |
| 6 points  | Luxembourg  |
| 5 points  | Italie      |
| 4 points  | Espagne     |
| 3 points  | Suède       |
| 2 points  | Monaco      |
| 1 point   | Malte       |

### Points attribués à Israël
| 12 points | 10 points  | 8 points   | 7 points          | 6 points                                                             |
| --------- | ---------- | ---------- | ----------------- | -------------------------------------------------------------------- |
|           | - Pays-Bas |            |                   | - Suède - Turquie                                                    |
| 5 points  | 4 points   | 3 points   | 2 points          | 1 point                                                              |
| - Norvège |            | - Finlande | - Italie - Suisse | - Allemagne - Belgique - France - Irlande - Luxembourg - Royaume-Uni |

Shlomo Artzi interprète At va'ani en 12e position lors de la soirée du concours, suivant la Belgique et précédant la Turquie.
Au terme du vote final, Israël termine 11e sur 19 pays participants, ayant reçu 40 points au total,.